# پیتر هایمز
پیتر هایمز (انگلیسی: Peter Hyams؛ زادهٔ ۲۶ ژوئیهٔ ۱۹۴۳) کارگردان، فیلم‌نامه‌نویس و مدیر فیلم‌برداری اهل ایالات متحده آمریکا است. وی از سال ۱۹۷۰ میلادی تاکنون مشغول فعالیت بوده‌است. از آثار برجسته‌ای که او کارگردانی کرده‌است، می‌توان به ۲۰۱۰ (دنباله فیلم ۲۰۰۱: ادیسه فضایی اثر استنلی کوبریک)، قرارگاه نظامی، پلیس زمان و یا پایان دوران اشاره نمود.

## کارگردانی
- قرار ملاقات با یک دختر تنها (۱۹۷۱)
- زمان ما (فیلم ۱۹۷۴)
- فستیوال (فیلم ۱۹۷۴)
- کاراگاه خصوصی (فیلم ۱۹۷۵)
- تلفن (فیلم ۱۹۷۷) - (فقط نویسنده)
- کاپریکورن یک (۱۹۷۸).
- خیابان هانوور (۱۹۷۹).
- خارج از محدوده (فیلم ۱۹۸۱).
- اتاق ستاره (فیلم ۱۹۸۳).
- ۲۰۱۰ (فیلم ۱۹۸۴).
- رانندگی ترسناک (فیلم۱۹۸۶).
- قرارگاه نظامی (۱۹۸۸).
- حاشیه باریک (فیلم ۱۹۹۰).
- باماباش (فیلم ۱۹۹۲).
- پلیس زمان (۱۹۹۴).
- مرگ ناگهانی (فیلم ۱۹۹۵).
- جسد (فیلم ۱۹۹۷).
- پایان دوران (فیلم ۱۹۹۹).
- تفنگدار (فیلم ۲۰۰۱).
- آوای تندر (فیلم ۲۰۰۵).
- فراتر از یک شک معقول (فیلم  ۲۰۰۹).
- دشمنان نزدیک (۲۰۱۳) - آخرین کارگردانی